# Манко Юпанкі
Манко Інка Юпанкі (кеч. Manqu Inka Yupanki, ісп. Manco Inca Yupanqui, 1516—1544) — один з Інків Вількабамби, також відомий як Манко II або Манко Капак II (кеч. Manqu Qhapaq II) правитель інків у 1533-1544 роках в період іспанського завоювання. Був одним з синів правителя Уайни Капака.

## Біографія
Коли Тупак Уальпа, маріонетковий правитель, коронований конкістадором Франсиско Пісарро, помер в 1533 році, Манко Юпанкі був викликаний Франсиско Пісарро та Дієґо де Альмаґро до Кахамарки з метою переговорів про призначення його на трон залишків Імперії Інків, через те, що інші члени імператорської родини були мертві. Переговори були успішними, і в 1534 році Манко був коронований в Куско. Він не до кінця розумів, що конкістадори хотіли використовувати його як нового маріонеткового правителя, з метою продовжити підпорядкування Перу.
Спершу Манко співпрацював з іспанцями, надсилаючи їм багаті дари. Пізніше Пісарро і Альмаґро відправилися на дослідження північних та південних районів країни відповідно, залишивши в Куско братів Піссаро Ґонсало, Хуана і Ернандо із іспанським гарнізоном. Брати Пісарро так погано відносилися до Манко, що той спробував втекти в грудні 1535 році. Це йому не вдалося, він був схоплений та відправлений до в'язниці, проте відпущений через два місяці, через неспокій серед інків. Тоді Манко вдалося втекти під час релігійної церемонії в долині Юкай 18 квітня.
У спробі повернути собі статус імператора Інків Манко зібрав 200-тисячну армію індіанців. Користуючись незгодою між Пісарро і Альмаґро, в 1536 році він вирушив на Куско. Десятимісячна облога Куско, проте, залишилася неуспішною, хоча Манко і вдалося на кілька днів поставити місто під свій контроль. Поразка була перш за все викликана епідемією віспи, в результаті якої більшість його воїнів загинули.[джерело?]
В 1536—1537 роках Манко розділив свої сили, намагаючись вибити іспанців з Перу силами у 30 тис. воїнів, та атакував Ліму, резиденцію Пісарро. Силами 300 іспанців та 20 тис. індіанців-союзників іспанціям вдалося відбити наступ. Залишки армії Манко відступили до фортеці Ольянтайтамбо , з якої вони здійснии кілька успішних нападів на іспанців, зокрема розбивши іспанські сили в Битві при Ольянтайтамбо.
Проте, у Ольянтайтамбо було недостатньо запасів продуктів, а значна частина селянського населення була призвана до армії. В результаті Манко довелося відступити, залишаючи центральну частину Перу іспанцям. Він відійшов до міста Віткос, а потім до джунглів Вількабамби, що стала столицею імперії до смерті Тупака Амару, сина Манко, в 1572 році. Тим часом іспанці коронували молодшого зведеного брата Манко Паулью Інку як нового маріонеткового правителя. Також іспанцям вдалося захопити сестру та дружину Манко Куру Окльо, після чого вони звірськи вбили її в 1539 році. Під час партизанської війни в горах Кордильєри-де-Вількабамби в 1544 році Манко загинув від рук декількох іспанців, які втекли з Куско після збройного конфлікту із іспанською владою і переховувалися у Вількабамбі. Після нього на трон вступив його син Сайрі Тупак.
Манко Юпанкі мав кількох синів, в тому числі Сайті Тупака, Тіто Кусі  і Тупака Амару .